# Philippe de Pierpont
Pour les articles homonymes, voir Pierpont.
Philippe de Pierpont, né en 1955 à Bruxelles, est un scénariste de bande dessinée, dramaturge, documentariste et réalisateur belge.

## Biographie
Philippe de Pierpont naît en 1955 à Bruxelles. Il étudie l’histoire de l’art et l’archéologie à l'Université libre de Bruxelles, puis il prend des cours de théâtre, cinéma et vidéo.
Il partage sa vie professionnelle entre le cinéma, le théâtre et bande dessinée.
À partir de 1992, il réalise documentaires et films de fiction : L'Homme qui marche (documentaire, 1992), Bichorai (fiction, 1994), Que sont mes amis devenus? (fiction, 1995), L'Héritier (fiction, 1998), La Belle Saison des interdits (fiction, 1998), Maisha ni karata: La vie est un jeu de cartes (documentaire, 2003), Elle ne pleure pas, elle chante, une fiction sur le thème de la délivrance (2011) et Welcome Home (2015), La Prochaine Fois que je viendrai au monde (documentaire, 2018). En 1995, il est second assistant réalisateur sur La Promesse des Frères Dardenne.
En bande dessinée, il commence à dessiner L'Échappée belle sur un scénario de Al de Pierpont publié dans la collection « X » aux éditions Futuropolis en 1986. Puis, il la délaisse pendant quelques années, mais revient comme scénariste de plusieurs  albums de bande dessinée. Il collabore d’abord avec Stefano Ricci (Tufo en 1996), Merkeke (Sablier en 2000), puis avec Éric Lambé avec qui il publie quatre albums avant Paysage après la bataille, bande dessinée sur le deuil dont il avait écrit le scénario en 2008 et pour lequel, il reçoit avec le dessinateur Éric Lambé le Fauve d'or du festival d'Angoulême en 2017. Les mêmes auteurs livrent deux ans plus tard Apparitions, Disparitions publié chez le même éditeur et dont Didier Pasamonik du site d'information ActuaBD écrit « [...] on constate une cohérence : nous avons affaire à une démarche maîtrisée, à la réflexion et à la sensibilité constantes, qui arpente le champ d’une « bande dessinée de poésie » que théorise et défend Frémok depuis sa création. ».
Au théâtre, il est collaborateur artistique en 2018 sur En chemin du metteur en scène Gustavo Giacosa, pour lequel il sera l'assistant sur Giovanni !… en attendant la bombe en 2020 et La Grâce en 2021.

### Vie privée
Philippe de Pierpont demeure à Stoumont.

## Publications

### Albums de bande dessinée
Sauf précision, Pierpont est le scénariste des ouvrages suivants et son collaborateur le dessinateur.
- L'Échappée belle, avec Alain de Pierpont, Futuropolis, coll. « X », 1986  (ISBN 2737655838).
- Tufo[10], avec Stefano Ricci, Amok, coll. « Octave », 1996  (ISBN 2911842081).
- Sablier, avec Merkeke, Pyramides, 2000  (ISBN 2930203072).
- Alberto G[11], avec Éric Lambé, Frémok, coll. « Amphigouri », 2003,  (ISBN 2-02-058554-5)
- La Pluie[12], Casterman, coll. « Écritures », Bruxelles, mai 2005
Scénario : Philippe de Pierpont - Dessin et couleurs : Éric Lambé -  (ISBN 2-203-39606-7)
- Un voyage[13], avec Éric Lambé, éd. Futuropolis, 2008,  (ISBN 9782754801669).
- Paysage après la bataille[14],[15], avec Éric Lambé, Frémok et Actes Sud BD, 2016  (ISBN 9782330069988). Fauve d'or : prix du meilleur album au festival d'Angoulême 2017[16].
- Apparitions, Disparitions et autres mouvements[8],[17], avec Éric Lambé, Frémok et Actes Sud BD, 2018  (ISBN 978-2-330-08687-9).

### Collectifs
- Sîfr[18] (dessin d’Éric Lambé), in Le Cheval sans tête, Amok, 1998
- Avoir 20 ans en l'an 2000, Autrement, coll. « Histoires graphiques », avril 1995
Scénario : collectif dont Philippe de Pierpont - Dessin : collectif - Couleurs : noir et blanc -  (ISBN 2-86260-532-8) — Préface de Thierry Groensteen.

### Autres
- Journal burundais : feuilles de route[19], Bruxelles, L'Atelier d'édition, coll. « Empreintes », 1997,  (ISBN 2-930195-01-0)

### Essais
Benoît Peeters, Jacques Faton et Philippe de Pierpont, Storyboard - Le cinéma dessiné, Bruxelles, Yellow Now, 1992, 188 p., ill. ; 23 cm (ISBN 2-87340-079-X, présentation en ligne) — format à l'italienne.

## Filmographie
filmographie sélective
- 1992 : L'Homme qui marche[1] (documentaire - 75 min)
- 1994 : Bichorai (fiction - 58 min)
- 1995 : Que sont mes amis devenus ? (fiction - 54 min)
- 1998 : L'Héritier[20] (fiction - 80 min)
- 1998 : La Belle Saison des interdits, co-réalisé avec Aline Moens (Atelier Graphoui) (fiction - 13 min)
- 2001 : La Ville invisible[2] (documentaire - 56 min)
- 2003 : Maisha ni karata: La vie est un jeu de cartes[21] (documentaire - 70 min)
- 2011 : Elle ne pleure pas, elle chante[22] (fiction - 78 min)[3] ;
- 2015 : Welcome Home[23] (fiction - 80 min)[4]
- 2018 : La Prochaine Fois que je viendrai au monde[2],[24] (documentaire - 75 min)

## Théâtre
- 2018 : En chemin[9] (Collaborateur artistique), mise en scène : Gustavo Giacosa, conception : Gustavo Giacosa
- 2020 : Giovanni !… en attendant la bombe[9] (Assistant à la mise en scène), mise en scène : Gustavo Giacosa, conception : Gustavo Giacosa
- 2021 : La Grâce[9] (Assistant à la mise en scène), mise en scène : Gustavo Giacosa, conception : Gustavo Giacosa.
- 2024 : M. Un amour suprême[9] (Assistant à la mise en scène), mise en scène : Gustavo Giacosa, conception : Gustavo Giacosa.

## Prix

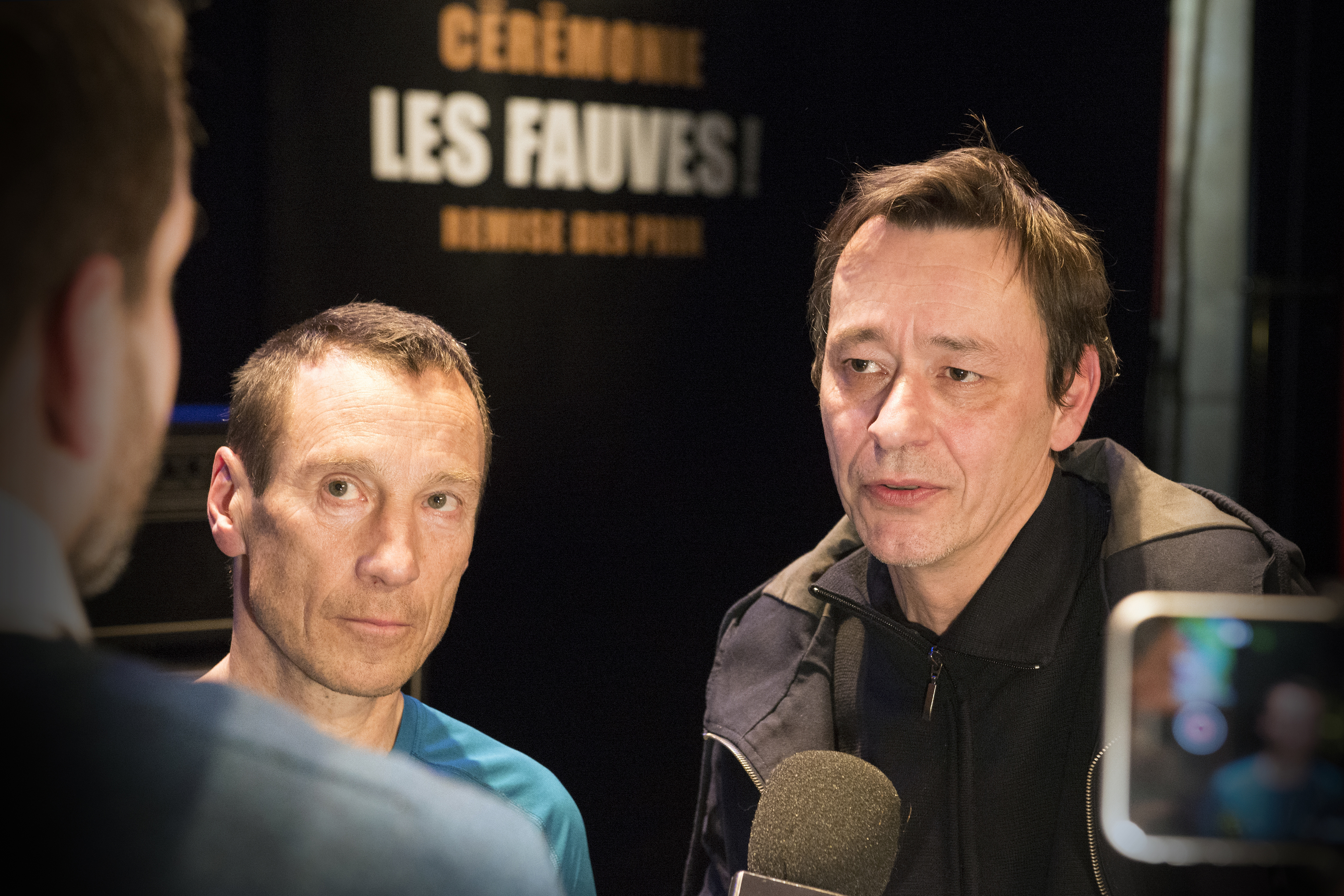
Philippe de Pierpont et Éric Lambé, Fauve d'or du meilleur album au Festival d'Angoulême 2017.

- 2011 :  Vainqueur des recommandations du jury des propriétaires de salles de cinéma au Festival international du film de Mannheim-Heidelberg[25] ;
- 2017 :  Fauve d'or : prix du meilleur album pour Paysage après la bataille (avec Éric Lambé).

#### Livres
- Thierry Bellefroid et Jean-Marie Derscheid, « De Pierpont Philippe Scénariste — Réalisateur », dans 77 auteurs de bande dessinée en Wallonie et à Bruxelles, Bruxelles, Wallonie-Bruxelles International, 2017, 128 p., ill. ; 26 cm (ISBN 2-930071-83-4, lire en ligne), p. 43. .

#### Périodiques
- Éric Lambé, Philippe de Pierpont (interviewés par Loraine Adam), « Fauve d'or 2017 : Éric Lambé et Philippe de Pierpont », dBD, no 112,‎ avril 2017, p. 22-25 (ISSN 1951-4050).

#### Articles
- Philippe de Pierpont (interviewé par Thibaut Grégoire), « Philippe de Pierpont : « J’avais très envie de tromper le spectateur » », Le Suricate,‎ 13 janvier 2016 (lire en ligne, consulté le 21 février 2023)
- Catherine Pinchart, « Rencontre avec Philippe de Pierpont pour son documentaire "In another life" », RTBF,‎ 18 novembre 2019 (lire en ligne, consulté le 21 février 2023)
- Philippe de Pierpont (interviewé), « Philippe de Pierpont: « Une aventure de vie et de cinéma » », Cinévox,‎ 19 novembre 2019 (lire en ligne, consulté le 21 février 2023).

### Émissions de télévision
- Philippe de Pierpont, un ovni dans le monde de la BD mainstream Les Infos sur VEDIA, présentation : Anne-Françoise Biet et Angélique Lamotte (4 min 24 s), 23 décembre 2017.
- "L'Album" : Philippe de Pierpont, réalisateur sur VEDIA, présentation : Urbain Ortmans (45 min 47 s), 14 décembre 2020.

### Podcast
- Éric Lambé et Philippe de Pierpont, auteurs de «Paysage après la bataille» sur RFI, présentation : Sophie Torlotin (4 min 21 s), 31 janvier 2017.